# 734
سنة 734 م كانت سنة بسيطة تبدأ يوم الجمعة من التقويم اليولياني. بدأت تسمية السنة ب734 منذ العصور الوسطى المبكرة، عندما أصبح تقويم أنو دوميني هو الأسلوب السائد في أوروبا لتسمية السنوات.

## مواليد
- الحسن بن زياد اللؤلؤي

## وفيات
- بوبو (فريزي)
- بيلكه خاقان